# Gaborone (kgosi)
Pour les articles homonymes, voir Gaborone (homonymie).
Gaborone, né vers 1825 et mort en 1931 à près de 106 ans, est un kgosi (en), chef de la tribu tswana de Tlôkwa (en). Il devient chef après la mort de son père vers 1880 et a permis de préserver le statut de sa tribu, la plus petite tribu indépendante sous le Protectorat du Bechuanaland. Il a donné son nom à la ville moderne de Gaborone, capitale du Botswana.

## Biographie

### Jeunesse et famille
La date de naissance de Gaborone est inconnue, mais il est probable qu'il soit né vers 1825. Son père est Matlapeng, le plus jeune des quatre fils du kgosi Bogatsu, et son héritier désigné. À la mort de Bogatsu, Matlapeng étant trop jeune pour devenir chef, c'est son frère Lesage qui devient régent. Durant la régence de Lesage, Tlôkwa fait alliance avec Sebetwane (en), chef des Makololo. Cependant, Basha, autre frère de Matlapeng, n'était pas d'accord et Tlôkwa se sépare donc en deux factions. La faction de Lesage s'était au nord près du Zambèze avec les Makololo de Sebetwane. La faction de Basha, à laquelle Matlapeng s'est associé, s'établit au sud, près de Letlhakeng. C'est à Letlhakeng que naît Gaborone, premier fils de Matlapeng. 
En 1835, Matlapeng succède à Basha â la tête de Tlôkwa et déménage la tribu à Lepalong. Cependant, prévoyant des attaques des Boers et des Ndébélés, ils se déplacent à Thaba Ntsho deux ans plus tard. À Thaba Ntsho, les Batlôkwa sont tout de même attaqués par les Boers, et les survivants retournent à Letlhakeng. Matlapeng fait alors alliance avec Sechele I (en), chef des Bakwena (en). Les Batlôkwa vivent alors dans la capitale bakwena de Molepolole. Après une bataille contre les Ngwato, Sechele accuse les Batlôkwa de lâcheté et les deux tribus brisent leur alliance. Les Batlôkwa se rendent alors à Tshwene-Tshwene, près de l'actuelle ville sud-africaine de Vleischfontein (en). En 1875, dans une attaquent conjointe contre les Bakwena à Molepolole, les Batlôkwa et les Kgatla sont défaits. Matlapeng sauve le chef Kgatla Lentswe, après que ses hommes l'aient abandonné.

### Accession au pouvoir
Après la mort de Matlapeng vers 1880, Gaborone, alors « âgé d'une soixantaine d'années », devient kgosi des Batlôkwa. Quatre ans après son accession au trône, trois de ses frères quittent la tribu pour vivre à leur façon, pratique qui n'était pas rare chez les Batlôkwa. Gaborone déménage le village batlôkwa à Tlokweng, sur les berges du Notwane (en). Le nouveau village était alors sous territoire bakwena, mais Gaborone apaise Setshele en lui envoyant un cadeau monétaire et de bétail.
En 1895, Sebele I (en), successeur de Setshele, renonce à une partie de son territoire aux britanniques pour la construction d'un chemin de fer par la British South Africa Company. Cette portion de territoire comprenait Tlokweng, et les Batlôkwa ne voulant pas voir Gaborone perdre son territoire, ont décidés de louer la terre pour 150 livres annuellement jusqu'à la mort de leur chef, ce que la compagnie a accepté. Gaborone meurt en 1931, à l'âge estimé de 106 ans. Il est remplacé par son petit-fils Matlala, son fils aîné étant mort avant lui. Reniera Cloete Stanley, femme de Herbert Stanley, déclare en novembre 1931 qu'elle est attristée de la mort de « l'un des derniers chefs dignifiés des temps anciens, qui n'étaient pas entachés des coutumes européennes. »

## Postérité
Après la mort de Gaborone, le gouvernement du protectorat du Bechuanaland négocie avec les Batlôkwa le retour de leur territoire et une réserve batlôkwa est créée. À partir des années 1890, Tlokweng est surnommée le « village de Gaborone » (en anglais : Gaborone's village) par les colons britanniques. La rive ouest de Tlokweng est conséquemment surnommée « bloc de Gaborone » (en anglais : Gaborone's Block). La zone à l'ouest du Notwane est alors devenue Gaborone's, puis Gaberones. La ville qui s'y est développée est nommée Gaberones, et finalement Gaborone en 1969. Trois ans plus tard, Gaborone devenait la capitale du nouveau pays du Botswana.